# Levente Gyöngyösi
Levente Gyöngyösi (Cluj-Napoca, 1975) is een in Roemenië geboren Hongaarse componist. Hij verhuisde naar Hongarije in 1989, toen hij 14 was.

## Composities
- Opera "A gólyakalifa" (De ooievaarskalief) naar de roman van Mihály Babits
- Assumpta est Maria voor gemengde koren
- Két keserû népdal ("twee bittere folksongs") voor gemengd koor
- Salve Regina voor sopraan, vrouwenkoor en twee instrumenten
- Vanitatum vanitas voor vrouwenkoor (2001)
- Missa Lux et Origo voor vrouwenkoren (2004)
- Verkündigung - symfonische cyclus in vijf delen (2003)
- oratorium Canticle of the Sun
- Te lucis ante terminum
- "Confitemini Domino" voor vrouwenkoren
- "Dixit in corde suo" voor gemengd koor en drum (2012)
- Concerto voor piccolo en orkest. Gecomponeerd voor, gecreëerd en opgenomen door Peter Verhoyen (2022)[2]

Hij schreef ook vier symfonieën (de derde met sopraansolo heet 'Birth'; de vierde heet 'Az Illés szekerén') en een Sinfonia Concertante voor slagwerk en orkest.
- Bibliothèque nationale de France: cb16510392c (data)
- Gemeinsame Normdatei: 1089796153
- International Standard Name Identifier: 0000 0001 1936 5585
- Library of Congress Control Number: no2009029866
- MusicBrainz: 9ed5da2a-7471-4749-93b4-9d0f5a7e162a
- Système universitaire de documentation: 195515129
- Virtual International Authority File: 79005964
- WorldCat: E39PBJgMDtdVTjt7jxxwXgWYyd